# Why (låt av The Beatles)
Why är en av de tidigaste låtarna med The Beatles. De backade upp Tony Sheridan som The Beat Brothers. I Storbritannien, var det B-sidan av den instrumentala rocklåten "Cry for a Shadow". Ursprungligen var den avsedda att vara A-sida, men skivbolaget Polydor valde att inte släppa den då. När The Beatles hade slagit igenom  1964 beslutade skivbolaget att släppa det med "Cry for a Shadow" som A-sida och "Why" som B-sida. I USA och Kanada, släpptes den av det amerikanska skivbolaget MGM Records med "Why" som A-sida och "Cry for a Shadow" som B-sida. 

## Medverkande
- Tony Sheridan - sång
- John Lennon - gitarr
- Paul McCartney - bas
- George Harrison - gitarr
- Pete Best - trummor
- Karl Hinze – inspelningsingenjör